# Outbound
Outbound är Purusams debut-EP, utgiven av Desperate Fight Records 1995.

## Låtlista[1]
1. "Outbound"
2. "Lack of Compassion"
3. "Source"
4. "Rearrange"